# 东河区
东河区是内蒙古自治区包头市下辖的一个市辖区，因东河（古称博托河）流经区内而得名。东河区北接石拐区，东邻九原区，是該市有色金属、糖业、棉纺织制造加工中心和物流集散地。為其旧城区，保留老包頭山西移民舊風俗習慣。管轄面积423平方公里，区人民政府駐巴彥塔拉東大街59號。

## 历史
清嘉庆十四年（1809年），萨拉齐厅在此设镇。道光十六年（1836年）因商业兴盛，改设大行。宣统三年（1911年）末辛亥革命时曾发生马号事件。
民国成立后，晉系閻錫山將其改名包东州。1914年，隨薩拉齊縣屬綏遠特別區。
1923年平绥铁路延至包头通车，次年北洋政府設立包头设治局。
1926年包頭由設治局晋升为县。北伐战争期间，先后被国民军、奉军以及北伐军占领。
1932年國民政府成立包头市政筹备处，与县政府并存，屬綏遠省。
1937年日军侵占包头，蒙疆政府改县为特别市。1938年改为普通市。
抗戰勝利後，1946年恢复县、市并存分治体制。
中共建政後，1950年包头市与包头县人民政府相继成立，包头市设一、二、三区。1953年包头城区东北梁一带成立回民自治区。
1956年一区、二区和回民自治区合并为东河区。
2000年，东河区辖12个街道、1个乡。
2000年，东河区辖12个街道、2个镇。
2008年，經內蒙古自治區批准，包頭市進行行政區劃調整，部分地區劃歸東河區。

## 行政区划
东河区下辖12个街道办事处、2个镇：
和平路街道、财神庙街道、西脑包街道、南门外街道、南圪洞街道、东站街道、回民街道、天骄街道、河东街道、铁西街道、东兴街道、杨圪塄街道、河东镇、沙尔沁镇和铝业工业园区。

## 人口民族
2012年人口近51.06万，有蒙、汉、回、满、朝鲜等26个民族，有伊斯兰教、基督教、天主教、汉传佛教、藏传佛教5个宗教界别。
根據第七次人口普查數據，截至2020年11月1日零時，東河區常住人口為484218人。

## 交通
- 110国道过境。
- 京包铁路、包神铁路、包白铁路、包环铁路：万水泉站

## 教育
市属重点中学兩所：
- 包头市第一中学
- 包頭回民中學